# Puy de Cliergue
Le puy de Cliergue est un sommet des monts Dore dans le Massif central.

## Géographie

### Situation
Le puy de Cliergue est situé dans le Puy-de-Dôme, entre les communes de La Tour-d'Auvergne et de Mont-Dore, au nord-ouest du puy de Sancy.

### Géologie
Le puy de Cliergue témoigne d'une éruption trachytique, accompagnée de scories et d'une coulée de trachyte gris, et présente une élévation rocheuse composée d'ignimbrite flammée,.

## Activités

### Protection environnementale
Le puy est inclus dans le site Natura 2000 « Monts Dore » et répertorié en ZNIEFF de type 2 « Monts Dore », ainsi que dans la ZNIEFF de type 1 « Montagne de Bozat - Chambourguet ».

### Randonnée
Il est traversé par le sentier de grande randonnée 30 qui suit la ligne de crête.

## Dans la culture
Le peintre Maurice Marinot a réalisé en 1931 une toile intitulée Le puy de Cliergue, conservée au musée d'Art moderne et contemporain de Saint-Étienne Métropole.